# Judith Leyster
Judith Jans Leyster ou Leijster, née le 28 juillet 1609 à Haarlem et morte le 10 février 1660 à Heemstede, est une peintre néerlandaise. Très célèbre de son vivant, elle subit après sa mort un processus d'effacement.

## Biographie
Elle est la huitième des neuf enfants du brasseur Jan Willemsz et de son épouse, Trein née Jaspersdr.
Le 1er juin 1636, Judith se marie avec le peintre Jan Miense Molenaer. Le couple a cinq enfants, dont deux seulement parviennent à l'âge adulte, et Judith met fin à sa carrière de peintre pour s'occuper de sa famille, mais aussi gérer l'atelier de son mari ainsi que plusieurs immeubles.
En 1659, elle tombe malade. Elle meurt en février 1660 à Heemstede.

## Œuvre
Judith Leyster a particulièrement innové dans le domaine des scènes domestiques avec ses scènes paisibles de femmes à la maison, dont le thème ne deviendra populaire en Hollande que dans les années 1650. Elle s’est exprimée dans différents sujets tels que les sujets de genre, les portraits et les natures mortes:23. De telles peintures de genre, généralement de tavernes et d’autres scènes de divertissement, ont satisfait le goût et les intérêts d’une partie croissante de la bourgeoisie néerlandaise. Beaucoup de ses autres réalisations sont de nature semblable à celles de plusieurs de ses contemporains comme Hals, ter Brugghen, van Honthorst, Steen et les caravagistes d’Utrecht, mais le résultat final lui appartient en propre.

## Leyster et Hals

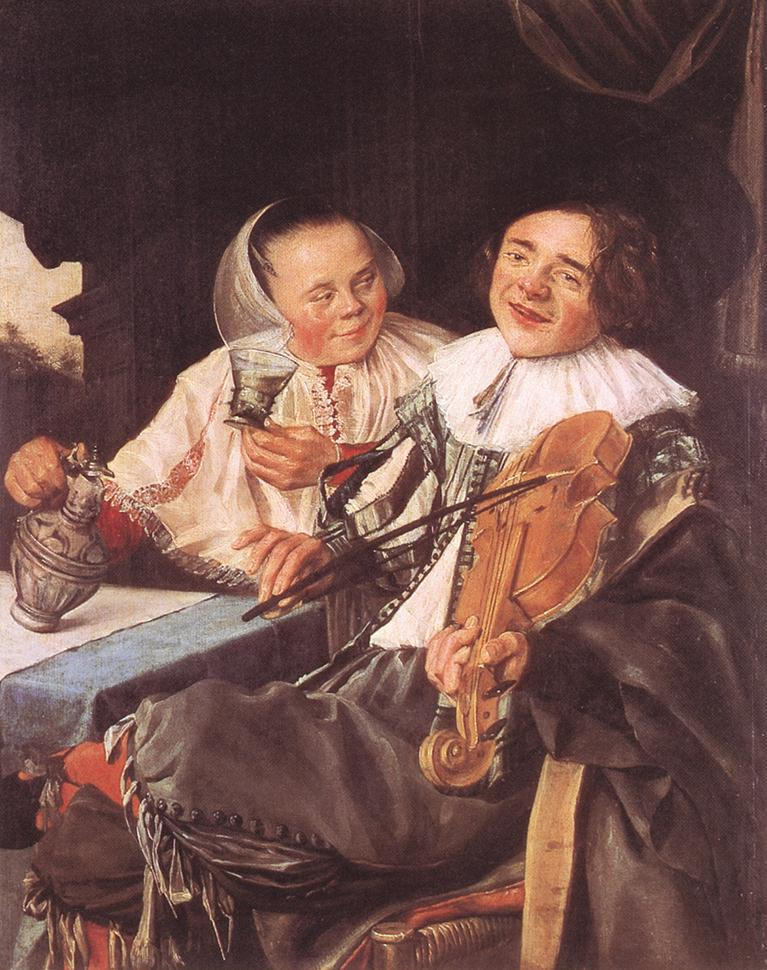
La Joyeuse Compagnie, 1630, musée du Louvre.

Quoique estimée à son époque, cette femme artiste tombe dans l'oubli après sa mort,. Elle est redécouverte en 1893, lorsqu'il apparait qu'elle est en réalité l’auteure d’un tableau célèbre, La Joyeuse Compagnie, attribuée jusqu'alors à Frans Hals. Cette confusion (ou tromperie) survient après la mort de Leyster, lorsque Sir Luke Schaub acquiert en 1758 The Jolly Companions, attribué à Hals. Après plusieurs reventes, le tableau est acquis en 1892 par Asher Wertheimer, marchand d'art à Bond Street à Londres, qui y voit une des plus belles œuvres de Hals. Sir John Millars confirme l'authenticité et la valeur de l’œuvre. Wertheimer la vend alors 4 500 £ à une société qui la revend comme un tableau de Hals au baron Schlichting à Paris.
Lorsque, en 1893, le musée du Louvre retrouve le monogramme de Leyster sous la signature de Hals, cette découverte entraine une action judiciaire du baron Schlichting contre la société vendeuse, laquelle se retourne contre le marchand d'art Wertheimer,. L'affaire est jugée le 31 mai 1893, et la vente annulée, sans que soit prise en considération la valeur intrinsèque de l’œuvre de Leyster.
En 1893, Cornelis Hofstede de Groot est le premier à écrire un article sur Leyster, que les historiens de l’art ne considèrent alors que comme une imitatrice de Franz Hals, lui attribuant sept tableaux, dont six signés de son monogramme distinctif « JL* »:46. En réalité, Judith Leyster était à la tête d’un atelier prospère, entourée de plusieurs assistants afin de satisfaire de nombreuses commandes. En 1635, moins de deux ans après son entrée dans la guilde de Saint-Luc, elle avait trois élèves, ce qui prouve qu'elle était respectée en tant qu'artiste. Les chercheurs lui ont réattribué une vingtaine de tableaux parmi les œuvres attribuées auparavant à Frans Hals, comme par exemple Le Joyeux Buveur (acheté par le Riksmuseum en 1898, réattribué à Judith Leyster en 1927.
Judith Leyster a poursuivi Frans Hals en justice pour avoir accueilli un étudiant qui avait quitté son atelier sans l’accord préalable de la Guilde. La mère de l’élève lui a versé la moitié des dommages et intérêts qu’elle réclamait, soit quatre florins, tandis que Hals a payé une amende de trois florins au lieu de rendre l’apprenti. Leyster elle-même a reçu une amende pour ne pas avoir inscrit l’élève à la Guilde.

## Galerie

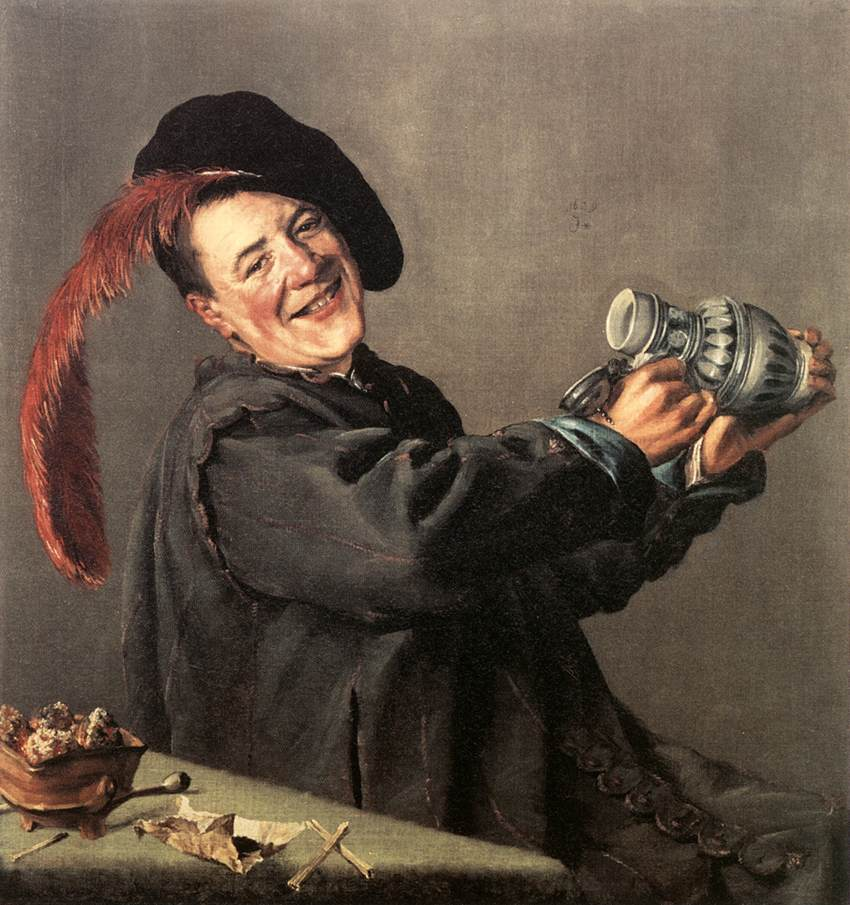
Le Joyeux Buveur (1629).
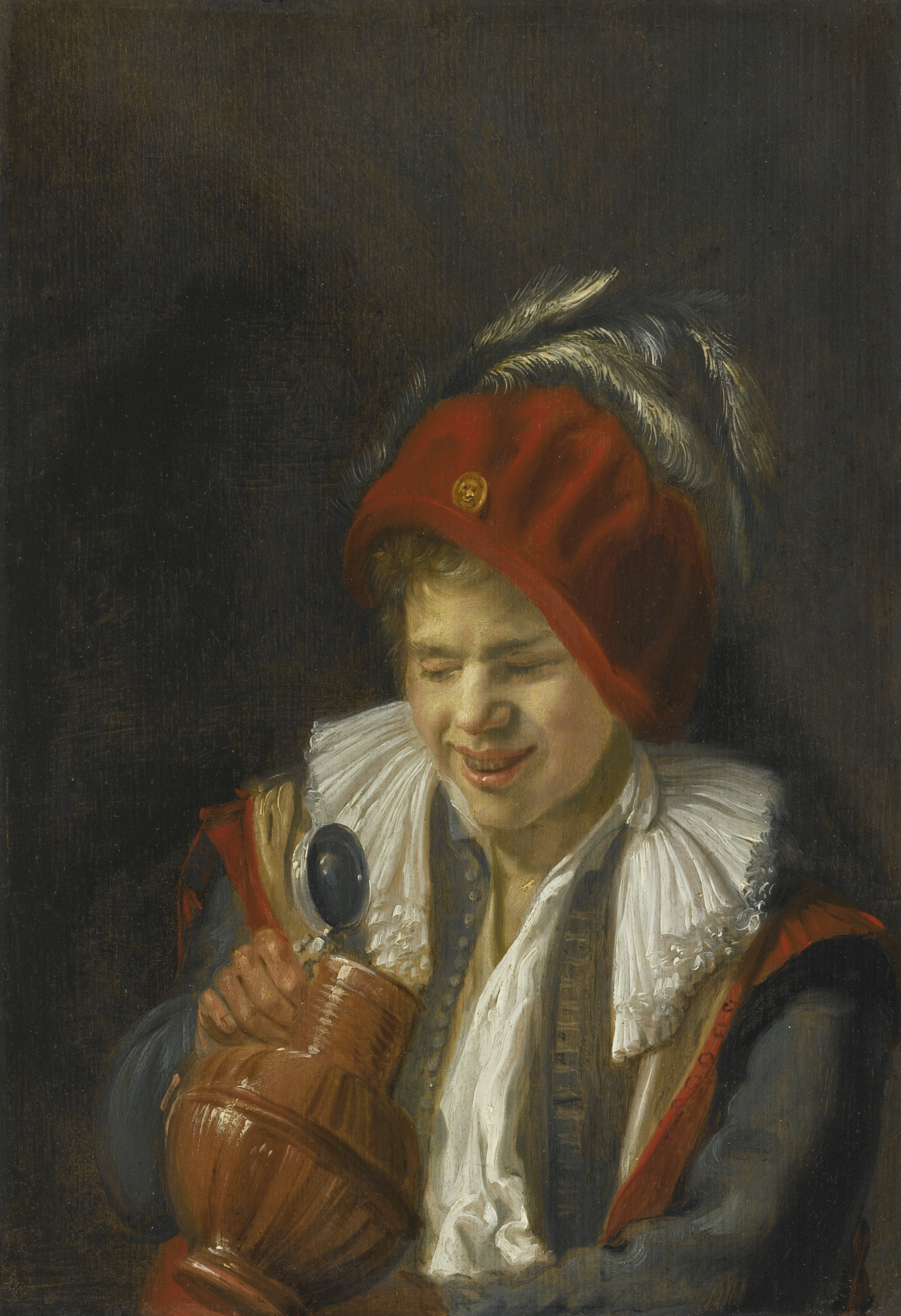
Kannekijker (Jeune homme avec une cruche) (1633).
Portrait d’homme.
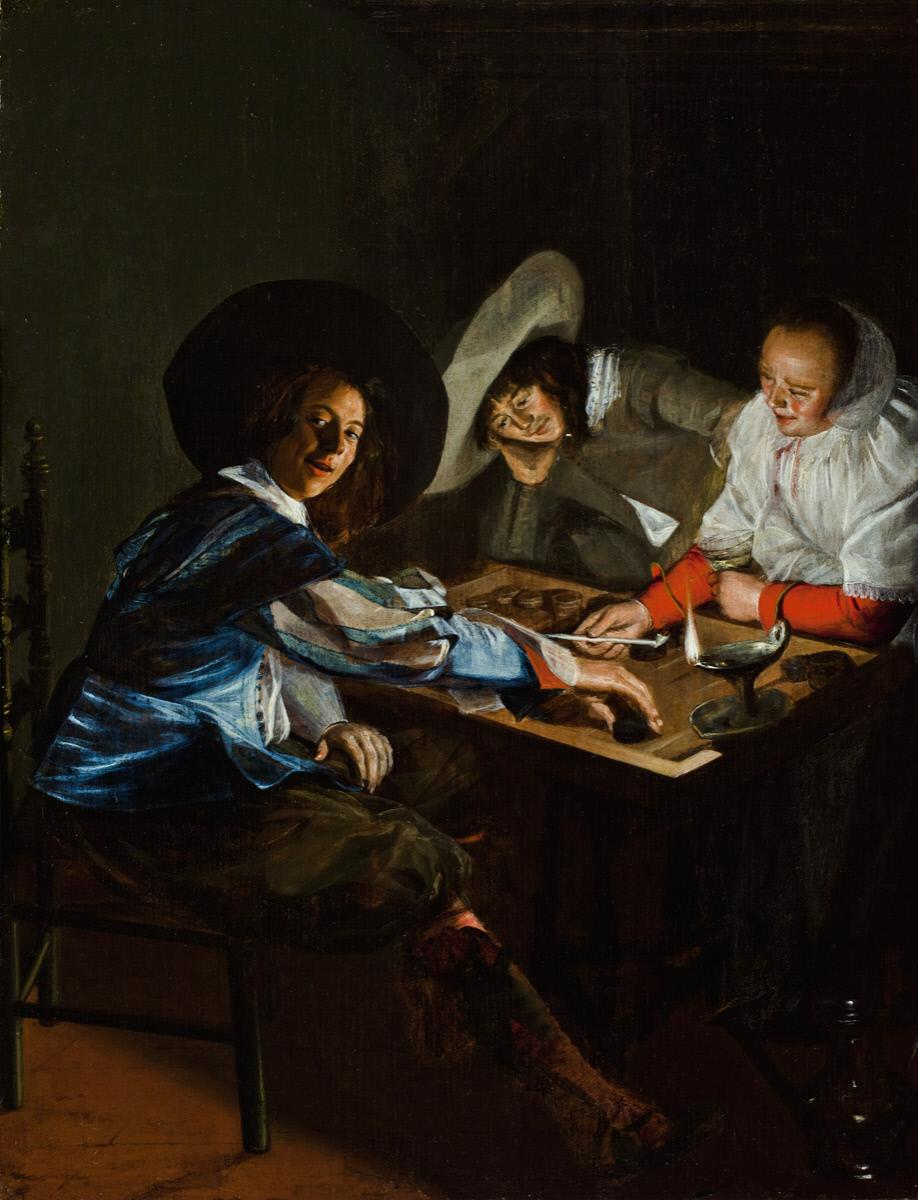
Jeu de tric-trac (vers 1631).
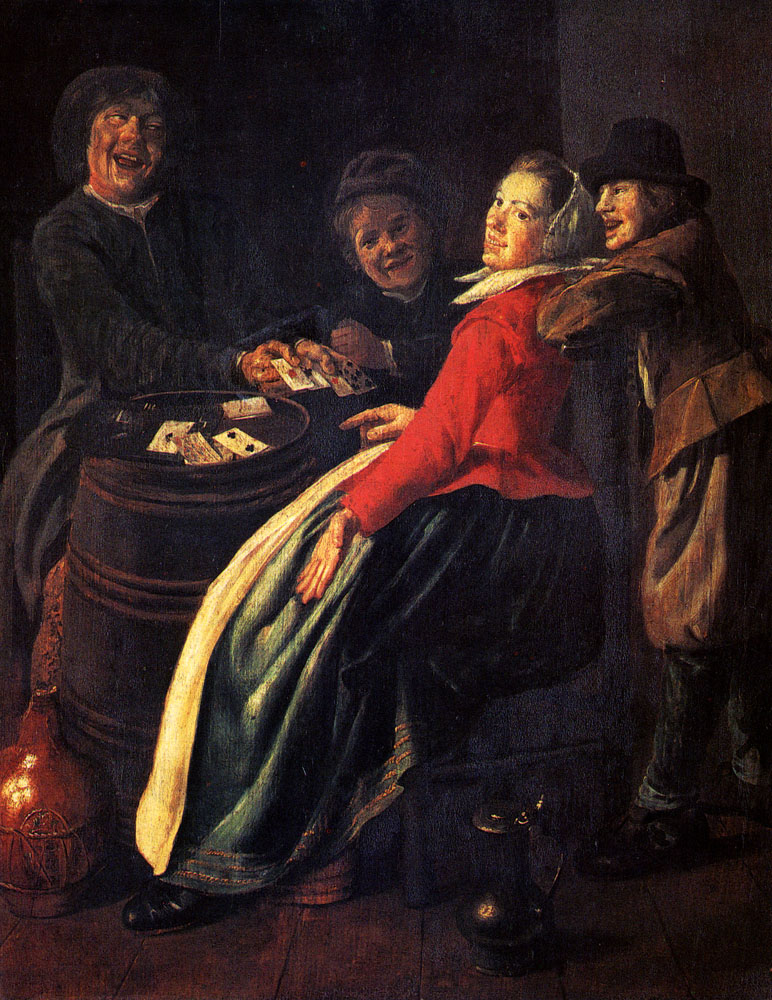
Le Tour de cartes.
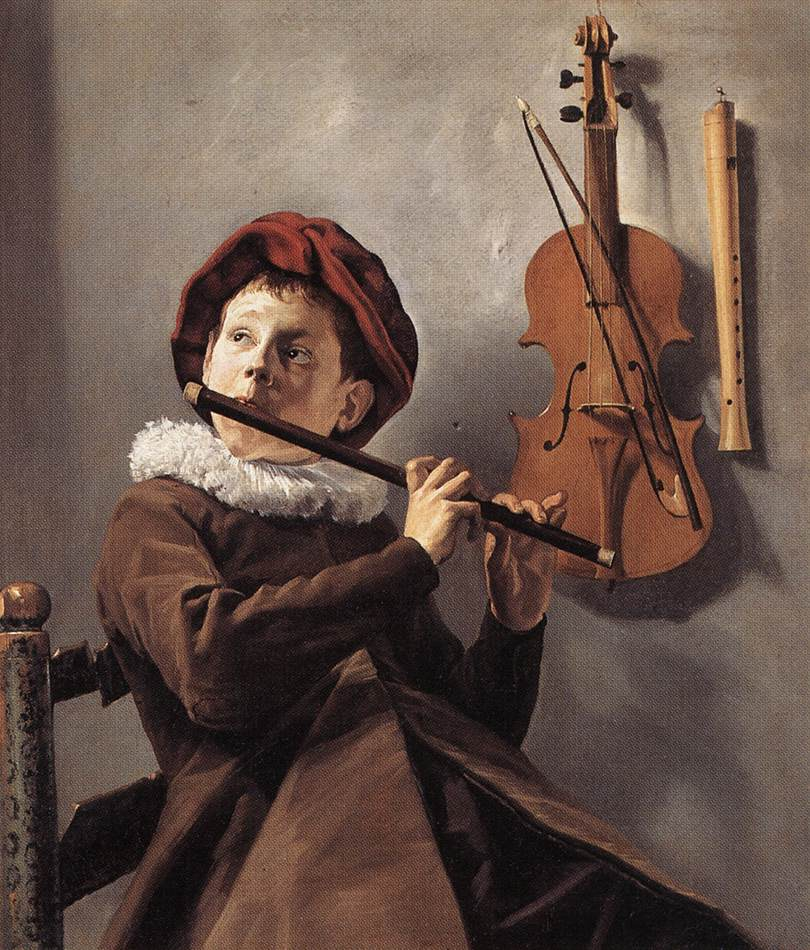
Jeune joueur de flute.
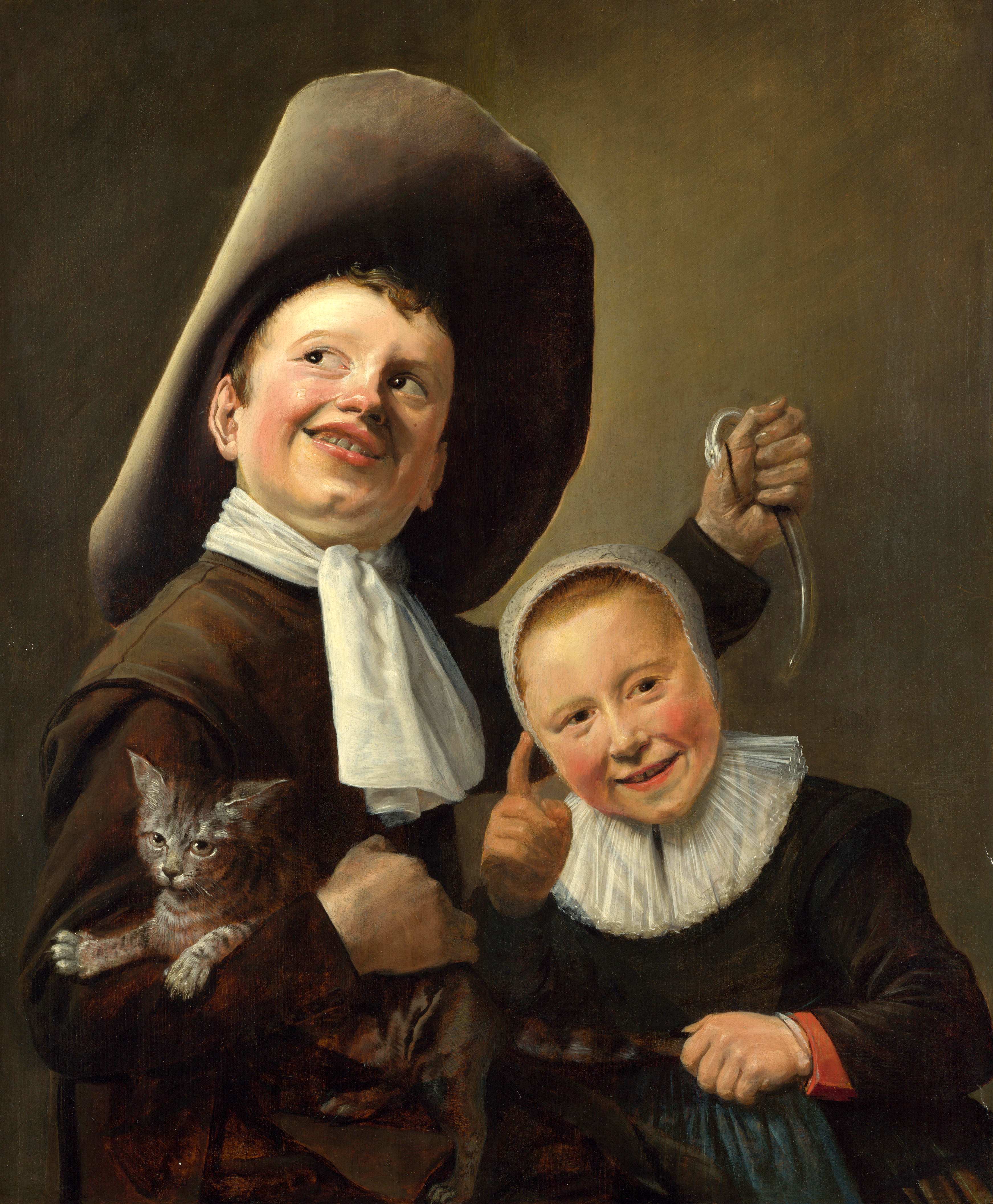
Garçon et Fille avec un chat et une anguille.
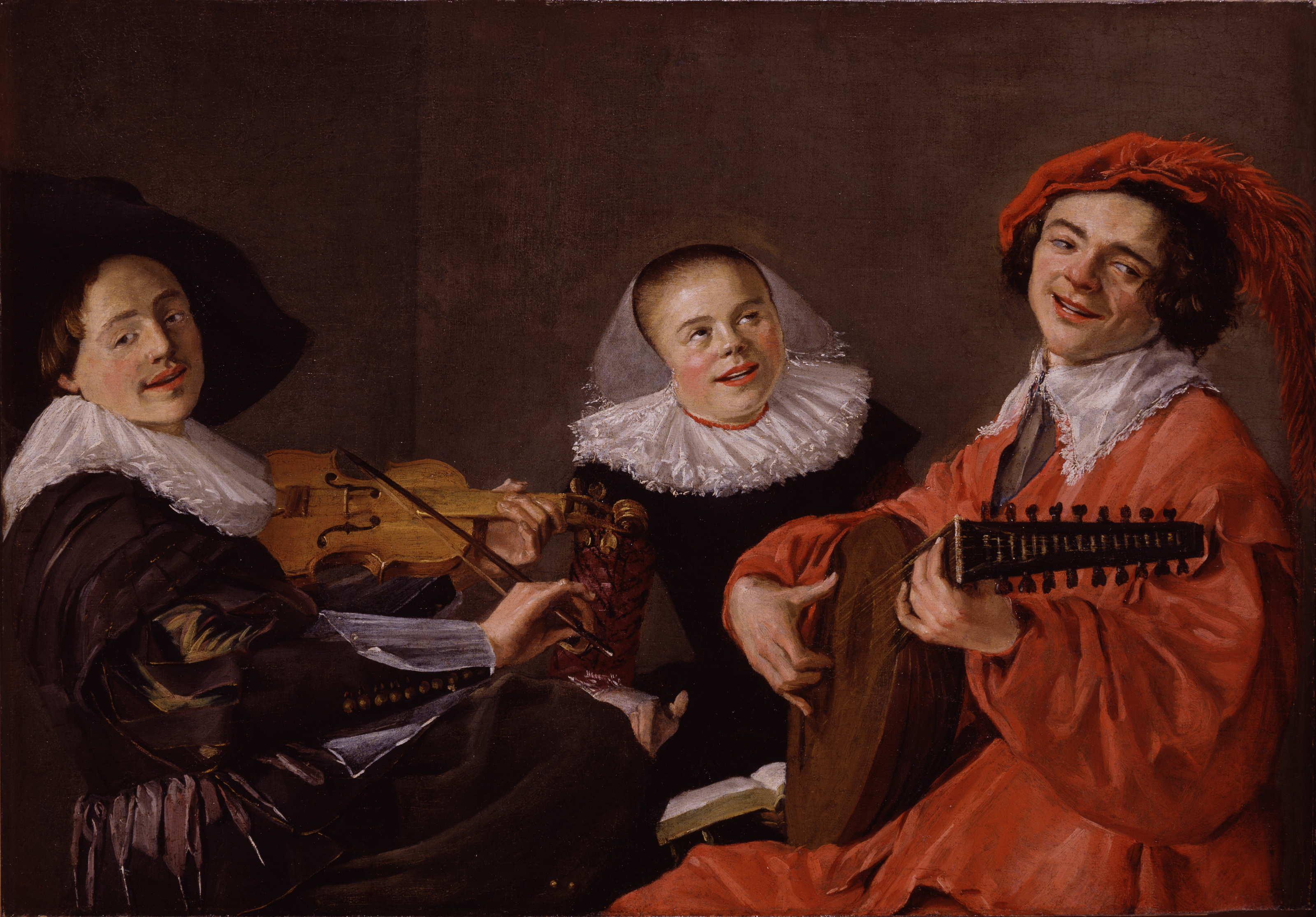
Le Concert (vers 1633).
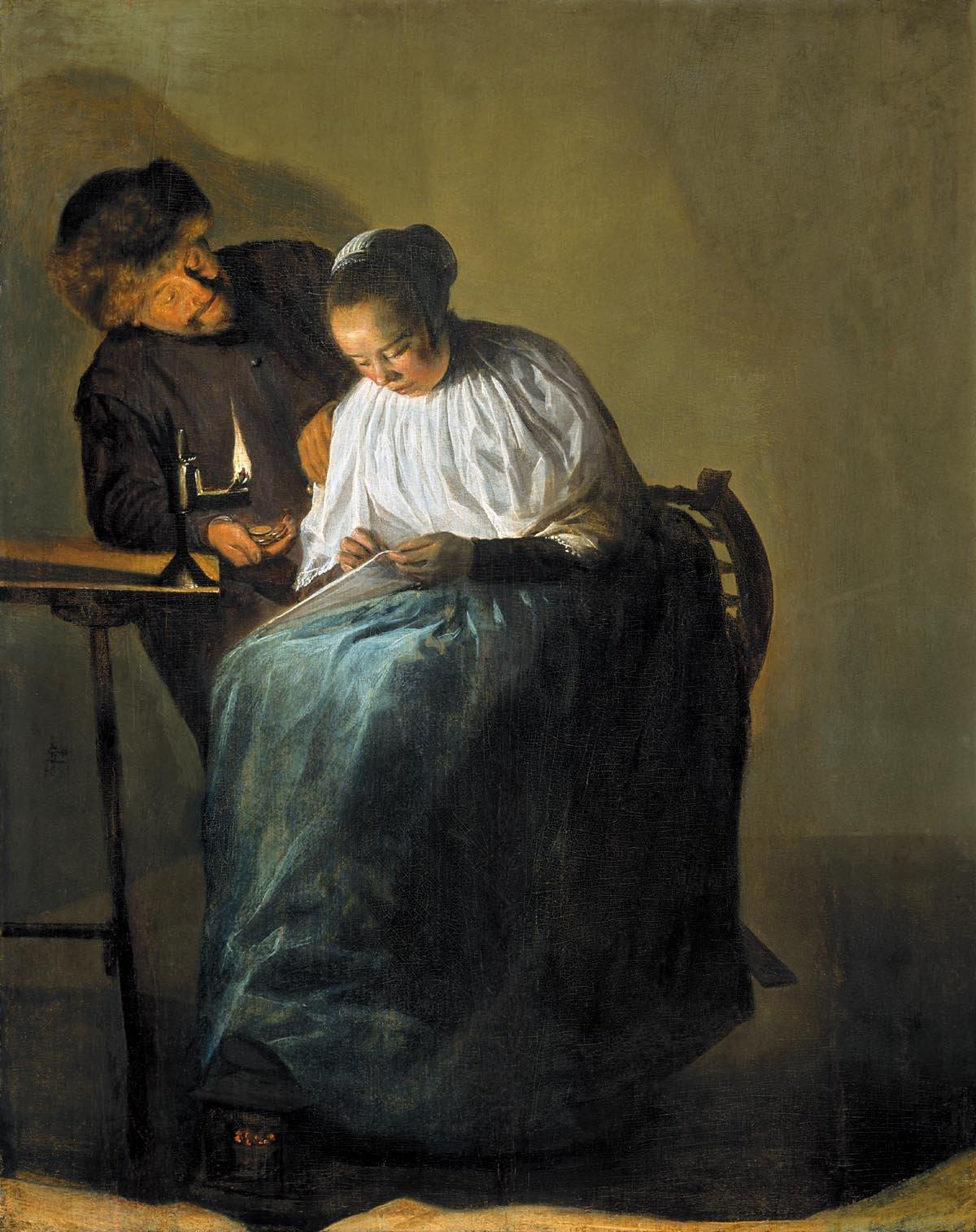
La Proposition (1629).
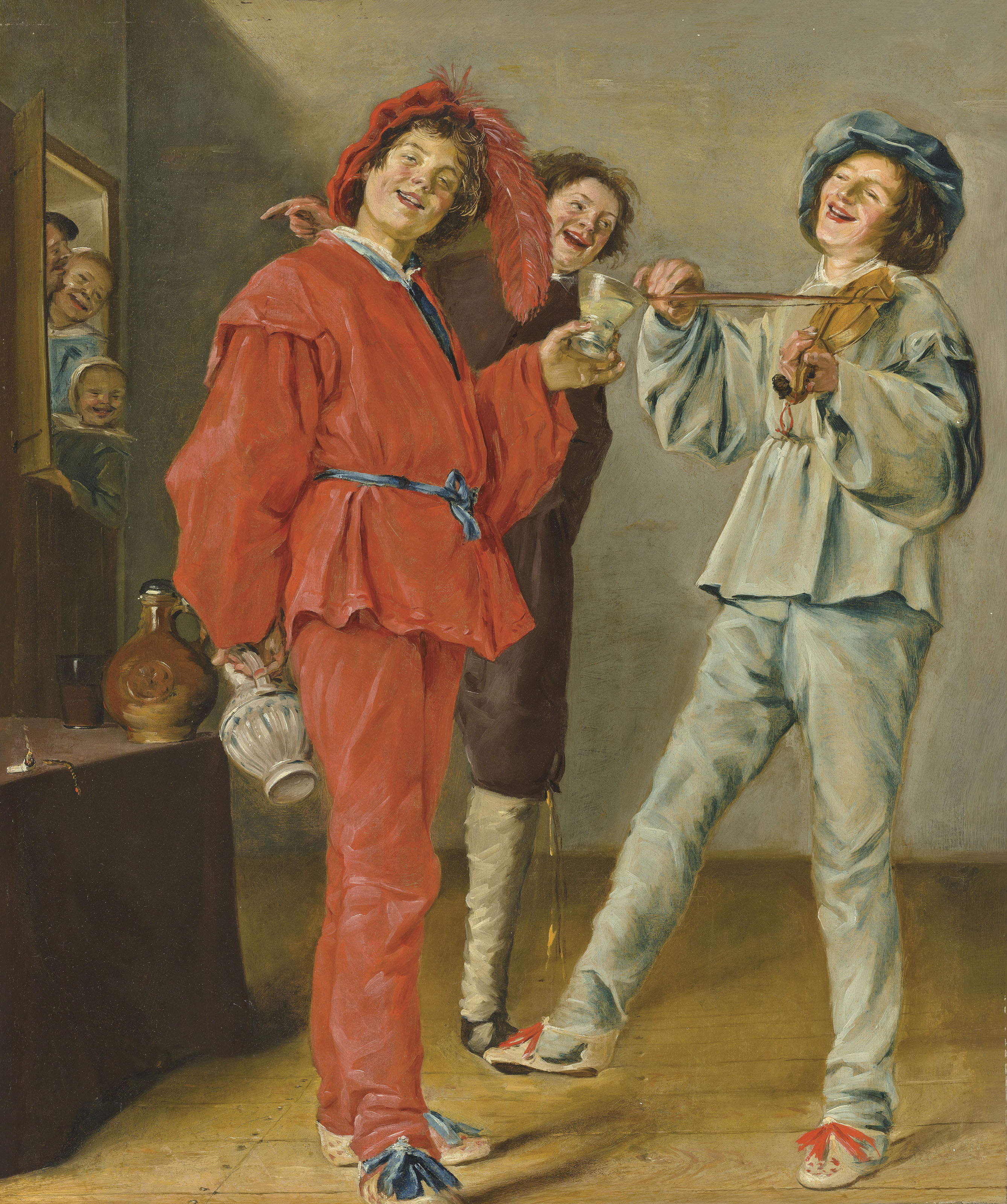
Le Joyeux Trio (1629-1631).
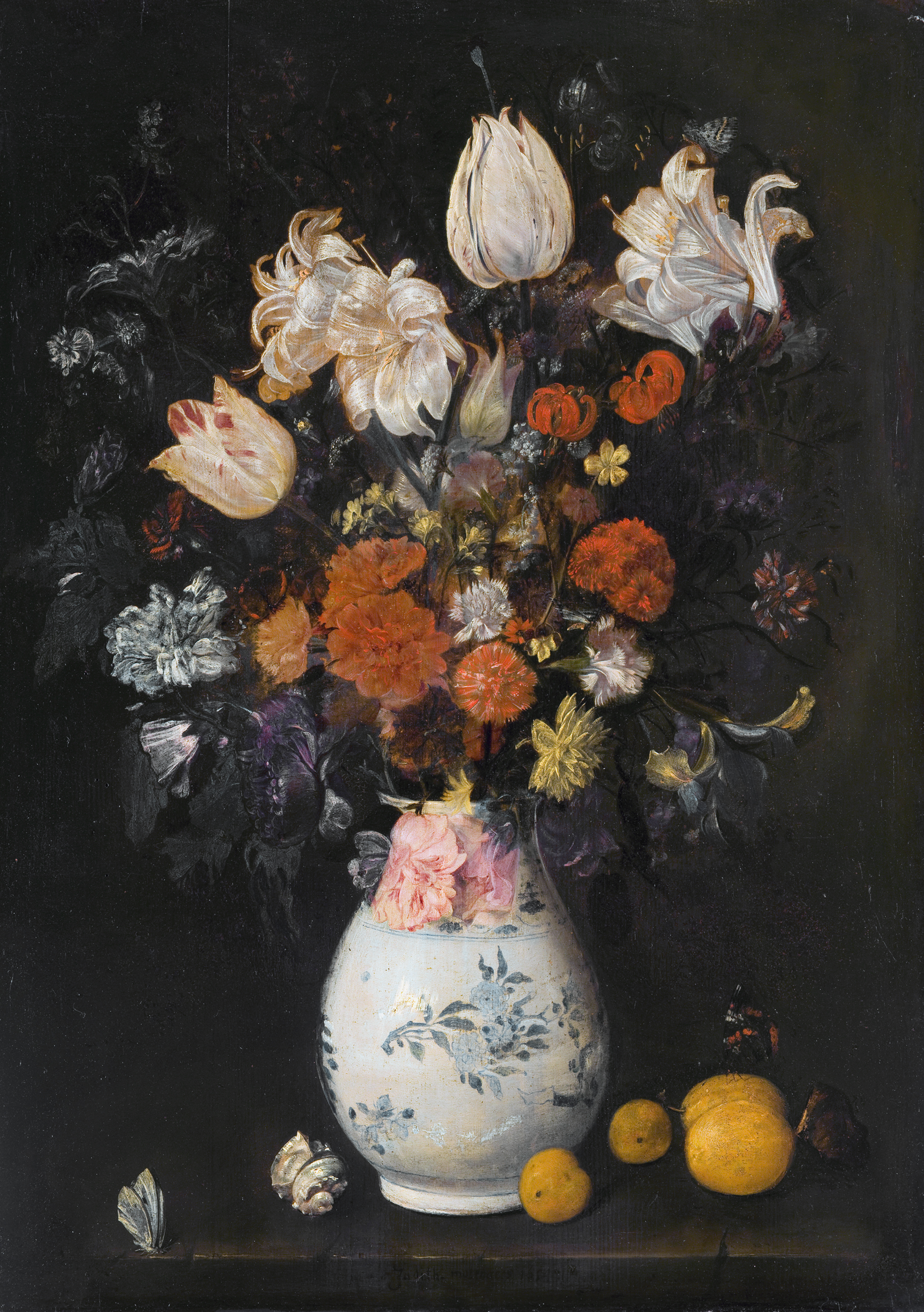
Blompotje (Fleurs dans un vase) (1654).
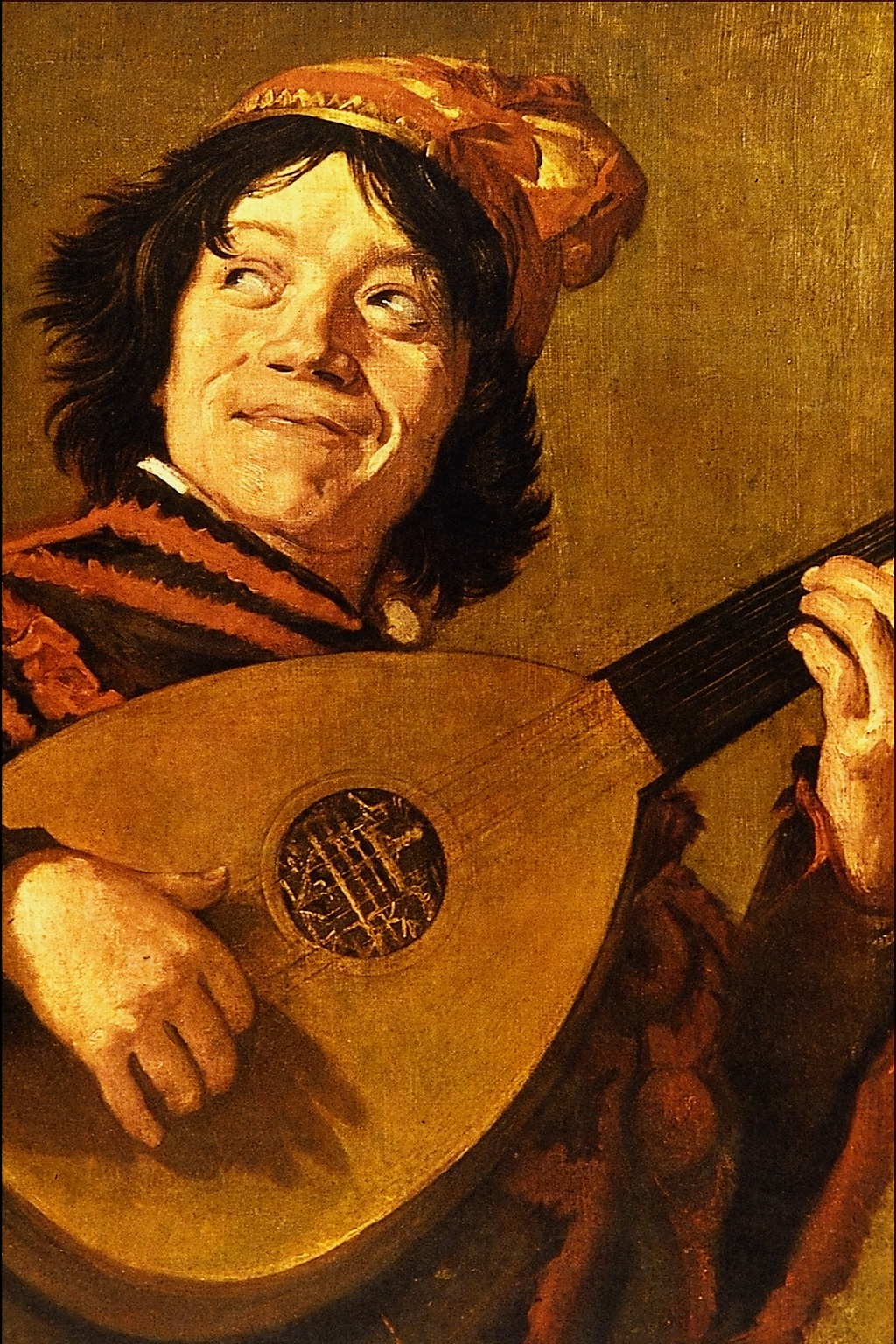
Le Bouffon, d’après Frans Hals.
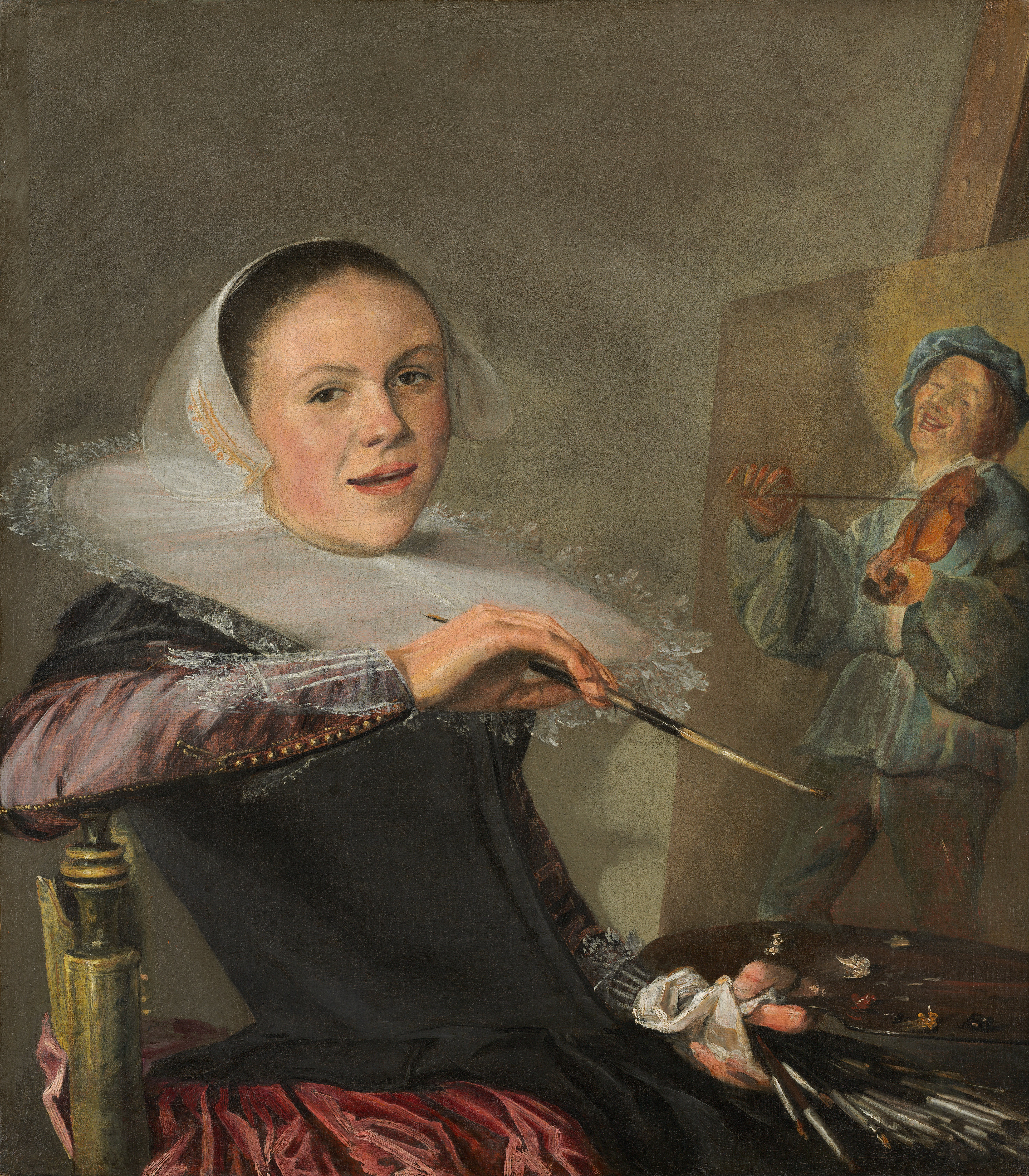
Autoportrait, de Judith Leyster

## Œuvres
- La Sérénade (1629), huile sur bois, 47 × 34,5 cm, Rijksmuseum Amsterdam, Amsterdam.
- Jeu de tric-trac (v. 1631), huile sur bois, 41 × 31 cm, Worcester Art Museum, Massachusetts.
- La Proposition (v. 1631), huile sur bois, 30,9 × 24,2 cm, Mauritshuis, La Haye.
- Le Tour de cartes, huile sur bois, 54 × 43,5 cm, Musée des Beaux-Arts, Rouen.
- Le Joueur de flûte, v. 1635, Musée National des Beaux Arts de Stockholm
- Garçon et Fille avec un chat et une anguille, v. 1635, National Gallery de Londres.
- La Joyeuse Compagnie, (anciennement attribué à Frans Hals) 1630, huile sur toile, 68 x 55 cm, Musée du Louvre, Paris.
- Portrait de garçon (anciennement attribué à Frans Hals), 1640, huile sur toile, Musée National, Stockholm.
- Autoportrait, peinture a l'huile, fait maintenant partie de la collection de la National Gallery of Art de Washington DC.